# E.V.O.: The Search For Eden
E.V.O.: The Search For Eden es un videojuego de Super Nintendo creado por Almanic en 1993, publicado en América por Enix y en Japón por Game Plan; el juego trata de la evolución de un animal que usa el jugador y todos los retos que tiene que pasar en los 5 períodos. El juego comienza narrando la historia de un grupo de planetas (El Sistema Solar), con una gran estrella como padre (El Sol). Por decisión de él, el tercer planeta, llamado Gaia, recibe el poder de tener hijos, llamados "Vida". Cada 100 millones de años, uno de ellos sería seleccionado para ayudar a Gaia a construir una nueva era, mediante la premisa "Supervivencia del más apto". Hay 5 capítulos, cada uno ilustrando un periodo de la historia diferente: La era de los Peces, La era de los Anfibios, La era de los Dinosaurios, La era de los Mamíferos y La era del Hombre. Cada capítulo posee una historia relacionada con los anteriores y una jugabilidad ligeramente diferente.

## Capítulos
Capítulo I: The World Before Land
(500 a 450 Millones de Años)
El primer capítulo transcurre en el océano, en plena era de los peces. Tomas el rol de un pequeño pez, de apariencia débil. Al comienzo del capítulo, recibes consejo de una medusa sobre como actuar de ahí en más:
```
  "Pelea para sobrevivir y alimentarte"
  "Muévete siempre hacia adelante, nunca hacia atrás"
  "Evoluciona y vuelvete más fuerte"
```

Básicamente, para mejorar el desempeño del pez, debes acumular Puntos de Evolución (EVO Points en el juego) e intercambiarlos por mejoras en el cuerpo en distintos sectores, concretamente: Mandíbulas, Cuernos y Colmillos, Cuello, Cuerpo, Manos y Pies, Aleta Dorsal, Cola y Partes para Detrás de la Cabeza). Hay sectores que aparecen o no, dependiendo de la era en la que se encuentre. Cada sector incrementara diferentes atributos de la criatura, a veces a costa de otros (Desarrollar una gran armadura de placas óseas aumentara en gran medida la defensa, pero reducirá la agilidad y velocidad). Otro aspecto a destacar es que existen mejoras que pueden darpie a otras, antes desconocidas; o cancelar el acceso a otras.
Los primeros escenarios de este capítulo son algo similar a un tutorial de juego. A medida que progresa el capítulo, se obtiene información de que un grupo de algas que está intentando crear oxígeno (Algas verdiazuladas), está siendo amenazado por una casta de peces más evolucionados, similares a tiburones, llamados Kuraselaches. Sobre el final del capítulo, el pez combate con el rey de los Kuraselache, y al vencerlo, salva a las algas, las cuales comienzan a producir oxígeno, y la superficie de la tierra comienza a volverse habitable. El pez sale del agua y, con ayuda de Gaia, es convertido en un ser más apto para sobrevivir en la nueva tierra. Se le da pulmones para respirar aire, patas para desplazarse y un cuerpo mejor; lo transforma en algo similar al anfibio ancestral Ichtyostega. Gaia abre un portal tiempo-espacio, y lo traslada a la siguiente era: La era de los Anfibios.
Historia
Evo le dice a la saga de la evolución de la vida en la Tierra, con un trasfondo de un mito de la creación y el poli la evolución teísta . El jugador toma el papel de uno de los muchas miles de millones de formas de vida creadas por Gaia, la nutriente y benevolente hija de Sol. Entre las criaturas conocidas como la vida, hay un concurso para evolucionar, y la mejor forma de vida finalmente se concedió el privilegio de entrar en el Jardín del Edén y convertirse en el marido y compañero de Gaia. Mientras el juego progresa, se hace evidente que una fuerza externa misteriosa está interfiriendo con la evolución en la Tierra de una manera destructiva. Cristales extraños no nativos de Gaia aparecen en todo el planeta, y las criaturas que se alimentan de los cristales se transforman en seres monstruosamente potentes que dominan todas las otras formas de vida, consumen en exceso los recursos, e interrumpir el flujo de la evolución. En cada época el personaje del jugador tiene la tarea de enfrentar las especies transformadas por los cristales y vencerlos para que la evolución de la vida puede continuar en el camino.
En la era final, la Edad del Edén, el jugador se entera de que una misteriosa entidad es el control de otras formas de vida del mundo y enviarlos en contra del jugador. Una forma de vida que se ha convertido en un monstruoso y maligno avanzado que por el consumo de los cristales, que se considera ser el primer ser humano, pero en realidad es una sola célula organismo gigantesco. En la batalla final del juego, el jugador lucha contra Bolbox para determinar quién va a ganar la entrada en el Edén y convertirse en socio de Gaia. Bolbox es derrotado, y el jugador se une a Gaia en el Edén y se le concede el don de la inteligencia. También se revela que los cristales se introdujeron a la Tierra por una avanzada civilización en Marte , que equivocadamente quiso ayudar a la Tierra, acelerando su evolución con los cristales. Al darse cuenta de los peligros que los cristales de crear, los marcianos deciden abandonar la Tierra solo y simplemente verlo hasta que está avanzado lo suficiente como para interactuar con Marte.
- Datos: Q2628712